# 瑞典廣播電台
59°20′05″N 18°06′05″E / 59.33472°N 18.10139°E
瑞典廣播電台（瑞典語：Sveriges Radio，簡稱：SR）是瑞典的國家級公共電台廣播機構，於1925年1月1日開始提供電台廣播服務，並自2019年1月1日起直接以政府稅收作為資金來源。瑞典廣播電台現時總共擁有4條全國性電台頻道、25個地區性電台頻道、7條只在部分平台或媒介廣播的電台頻道以及1條國際電台頻道，員工數量超過2200名。另一方面，瑞典廣播電台曾經設有2條電視頻道，這些頻道後來因應1979年的媒體重整方案而被劃歸至同年成立的瑞典電視台。

## 历史
该公司于1924年3月21日由报纸公司，TT新闻社和广播制造集团组成的AB Radiotjänst（“ Radio Service Ltd”）成立，并于1925年1月1日首次啟播，內容為轉播斯德哥爾摩聖雅各布教堂的高彌撒。1957年，它正式更名为Sveriges Radio。Sveriges Radio最初负责瑞典的所有广播，包括广播和电视，并主辦了1975年欧洲歌唱大赛。1979年的重组使它成为四个子公司的母公司：
- Sveriges Riksradio（RR）（瑞典国家广播电台）
- Sveriges Lokalradio（LRAB）（瑞典地方广播电台）
- Sveriges Utbildningsradio（UR）（瑞典教育广播）
- Sveriges Television（SVT)（瑞典电视台）

这种结构在1993年解散，国家和地方广播公司合并为原来的母公司瑞典广播电台。

## 電台頻道
國家電台
現時SR共有四個電台頻道，可透過FM廣播、數碼聲音廣播及互聯網收聽。
- P1：主要提供時事新聞、文化、辯論、朗讀及紀錄片。本台除了在夏季每日節目《Sommar》中嘉賓主持人會介紹他們自己選擇的音樂之外，幾乎不會播放音樂。
- P2：主要播放古典音樂、民謠、爵士樂及世界音樂，亦不是播放少數語言的節目。
- P3：主要播放流行音樂及喜劇，頻道目標為年輕聽眾。
- P4：主要播放流行音樂、娛樂及體育節目，頻道目標為年紀大一些的聽眾。該網絡由26個地方電台組成，每個電台播放本地和全國節目。

## 外部連結
- 官方網站